# Ráby (zámek)
Lovecký zámeček Ráby (dříve Jägerhaus) stojí v obci Ráby, v místě původního a vyhořelého Podhůrského dvora. Je chráněn jako kulturní památka České republiky.

## Historie
V místech obce Ráby v minulosti stával Podhůrský dvůr, který spadal pod pardubické panství, a v jeho okolí se rozkládala obora s daňky. Okolo roku 1538 však dvůr vyhořel a Pernštejnové nechali na jeho místě vystavět renesanční lovecký zámeček zvaný Jägerhaus. Původně patrový objekt o půdorysu obdélníka postupně prošel barokní a klasicistní přestavbou. Ve druhé polovině 20. století (v letech 1962 až 1985) prošel architektonicky devastující přestavbou a až do roku 1989 jej vlastnilo zdejší JZD. V roce 1987 byl na něj, z důvodu špatného technického stavu, vydán demoliční výměr, k uskutečnění demolice však nikdy nedošlo. Po revoluci se dočkal přestavby do podoby z přelomu 19. a 20. století s původními architektonickými prvky z roku 1873.